# Plecia okadai
Plecia okadai är en tvåvingeart som beskrevs av Hardy och Takahashi 1960. Plecia okadai ingår i släktet Plecia och familjen hårmyggor. Inga underarter finns listade i Catalogue of Life.